# CEV Champions League (mannen) 2017-18
De CEV Champions League (mannen) 2017-18 is de 59ste editie van de Champions League mannen. De titelhouder is het Russische Zenit Kazan.

## Kwalificaties

### 2e ronde
- 12 teams doen mee in deze ronde.
- Winnaars naar 3e ronde, verliezers naar laatste 32 CEV Cup 2018.

| Team 1           | Tot. | Team 2                       | 1e wedstr. | 2e wedstr. |
| ---------------- | ---- | ---------------------------- | ---------- | ---------- |
| Mladost Brcko    | 0-6  | ACH Volley Ljubljana         | 0-3        | 0-3        |
| Omonoia Nicosia  | 6-2  | Jedinstvo Bemax Bijelo Polje | 3-0        | 3-2        |
| Maccabi Tel Aviv | 3-5  | Shakhtior Soligorsk          | 3-2        | 0-3        |
| Luboteni Ferizaj | 0-6  | Abiant Lycurgus              | 0-3        | 0-3        |

### 3e ronde
- 8 teams doen mee in deze ronde.
- Winnaars naar de groepsfase, verliezers naar laatste 16 CEV Cup 2018.

| Team 1                         | Tot. | Team 2                     | 1e wedstr. | 2e wedstr. |
| ------------------------------ | ---- | -------------------------- | ---------- | ---------- |
| ACH Volley Ljubljana           | –    | Lokomotiv Novosibirsk      | 0-3        | –          |
| Shakhtior Soligorsk            | –    | Sir Sicoma Colussi Perugia | 1-3        | –          |
| Posojilnica AICH/DOB           | –    | Fenerbahçe Istanbul        | 0-3        | –          |
| Omonoia Nicosia                | –    | Jastrzębski Węgiel         | 0-3        | –          |
| Vojvodina Novi Sad             | –    | Spacer's Toulouse          | 3-0        | –          |
| Abiant Lycurgus                | –    | Noliko Maaseik             | 1-3        | –          |
| Neftohimic 2010 Burgas         | –    | VfB Friedrichshafen        | 1-3        | –          |
| Ford Store Levoranta Sastamala | –    | Jihostroj České Budějovice | 3-0        | –          |

## Groepsfase
De loting voor de groepsfase vond plaats op 16 november 2017.
| Geplaatst voor de Laatste 12 |
| Gastland tijdens de final 4  |

### Groep A
|      |      |    | Wedstrijden | Wedstrijden | Sets | Sets | Sets |
| Rank | Team | Pt | W           | L           | W    | L    |      |
| ---- | ---- | -- | ----------- | ----------- | ---- | ---- | ---- |
| 1    | A1   | 0  | 0           | 0           | 0    | 0    |      |
| 2    | A2   | 0  | 0           | 0           | 0    | 0    |      |
| 3    | A3   | 0  | 0           | 0           | 0    | 0    |      |
| 4    | A4   | 0  | 0           | 0           | 0    | 0    |      |

### Groep B
|      |      |    | Wedstrijden | Wedstrijden | Sets | Sets | Sets |
| Rank | Team | Pt | W           | L           | W    | L    |      |
| ---- | ---- | -- | ----------- | ----------- | ---- | ---- | ---- |
| 1    | B1   | 0  | 0           | 0           | 0    | 0    |      |
| 2    | B2   | 0  | 0           | 0           | 0    | 0    |      |
| 3    | B3   | 0  | 0           | 0           | 0    | 0    |      |
| 4    | B4   | 0  | 0           | 0           | 0    | 0    |      |

### Groep C
|      |      |    | Wedstrijden | Wedstrijden | Sets | Sets | Sets |
| Rank | Team | Pt | W           | L           | W    | L    |      |
| ---- | ---- | -- | ----------- | ----------- | ---- | ---- | ---- |
| 1    | C1   | 0  | 0           | 0           | 0    | 0    |      |
| 2    | C2   | 0  | 0           | 0           | 0    | 0    |      |
| 3    | C3   | 0  | 0           | 0           | 0    | 0    |      |
| 4    | C4   | 0  | 0           | 0           | 0    | 0    |      |

### Groep D
|      |      |    | Wedstrijden | Wedstrijden | Sets | Sets | Sets |
| Rank | Team | Pt | W           | L           | W    | L    |      |
| ---- | ---- | -- | ----------- | ----------- | ---- | ---- | ---- |
| 1    | D1   | 0  | 0           | 0           | 0    | 0    |      |
| 2    | D2   | 0  | 0           | 0           | 0    | 0    |      |
| 3    | D3   | 0  | 0           | 0           | 0    | 0    |      |
| 4    | D4   | 0  | 0           | 0           | 0    | 0    |      |

## Play-offs

### Laatste 12
| Team 1 | Tot. | Team 2 | 1e wedstr. | 2e wedstr. |
| ------ | ---- | ------ | ---------- | ---------- |
|        | –    |        | –          | –          |
|        | –    |        | –          | –          |
|        | –    |        | –          | –          |
|        | –    |        | –          | –          |
|        | –    |        | –          | –          |
|        | –    |        | –          | –          |

### Laatste 6
| Team 1 | Tot. | Team 2 | 1e wedstr. | 2e wedstr. |
| ------ | ---- | ------ | ---------- | ---------- |
|        | –    |        | –          | –          |
|        | –    |        | –          | –          |
|        | –    |        | –          | –          |

## Laatste 4

### Halve finale
| Team 1 | Res. | Team 2 |
| ------ | ---- | ------ |
|        | –    |        |
|        | –    |        |

### Kleine finale
| Team 1 | Res. | Team 2 |
| ------ | ---- | ------ |
|        | –    |        |

### Finale
| Team 1 | Res. | Team 2 |
| ------ | ---- | ------ |
|        | –    |        |